# Wieliczka-zoutmijn

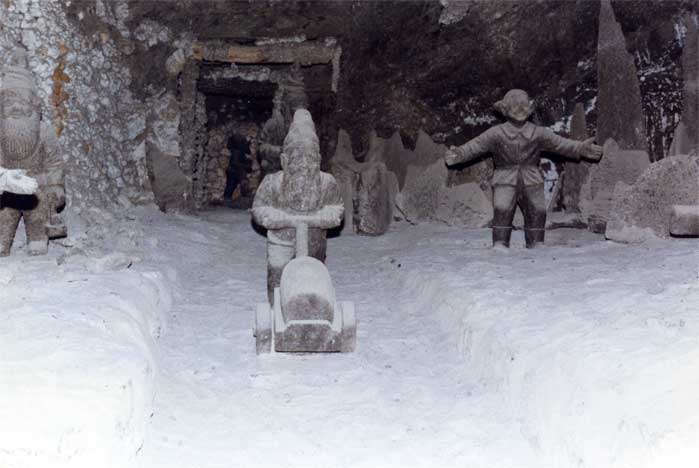
Dwergengrot in de zoutmijn

De Wieliczka-zoutmijn (Pools: Kopalnia soli Wieliczka) ligt in het plaatsje Wieliczka nabij Krakau. De zoutmijn is een van de oudste ter wereld. Het winnen van zout op deze plek werd voor het eerst vermeld in 1044. De gangen van de mijn zijn in totaal 300 kilometer lang en bereiken een diepte van 327 meter.
Tijdens de Tweede Wereldoorlog werd de zoutmijn door de Duitse bezetters gebruikt als opslagplaats. Na een grote overstroming werd in 1992 de productie van zout stopgezet.

## Erfgoed
De zoutmijn kwam voor op de allereerste Werelderfgoedlijst ooit (opgesteld in 1978 gedurende de 2e sessie van de Commissie voor het Werelderfgoed). Tussen 1989 en 1998 stond hij ook op de lijst van bedreigd erfgoed omdat de zoutsculpturen werden aangetast door vocht. Een groot conservatieprogramma heeft het tij weten te keren. De inschrijving werd in 2013 uitgebreid met de toevoeging van de Bochnia-zoutmijn.

## Gebruik
Omdat de lucht in de mijn vrij is van vervuiling en rijk is aan micronutriënten, heeft men op 135 meter diepte een kuuroord gebouwd.

## Toerisme
De mijn is ook bijzonder vanwege zijn lange toeristische traditie. Al aan het einde van de 15e eeuw kwam de elite deze ondergrondse bezienswaardigheid aanschouwen. Beroemde bezoekers uit het verleden zijn onder andere Nicolaas Copernicus, Johann Wolfgang von Goethe, Alexander von Humboldt, Dmitri Mendelejev, Robert Baden-Powell en Karol Wojtyła (de latere paus Johannes Paulus II). Elk jaar bezoeken zo'n 800.000 toeristen de mijn.

## Bezienswaardigheden
Bezoekers worden heden ten dage rondgeleid over een 3,5 kilometer lange route langs standbeelden van historische en mythische figuren, allemaal uitgehouwen in het rotsachtige zout. Verder zijn er een ondergronds meer, een kapel en worden er oude werktuigen getoond ter illustratie van de historie van de zoutwinning. Er staat onder meer een standbeeld (ter ere) van paus Johannes Paulus II dat hier in 1999 geplaatst werd naar aanleiding van de heiligverklaring van Kinga van Polen.

## Fotogalerij

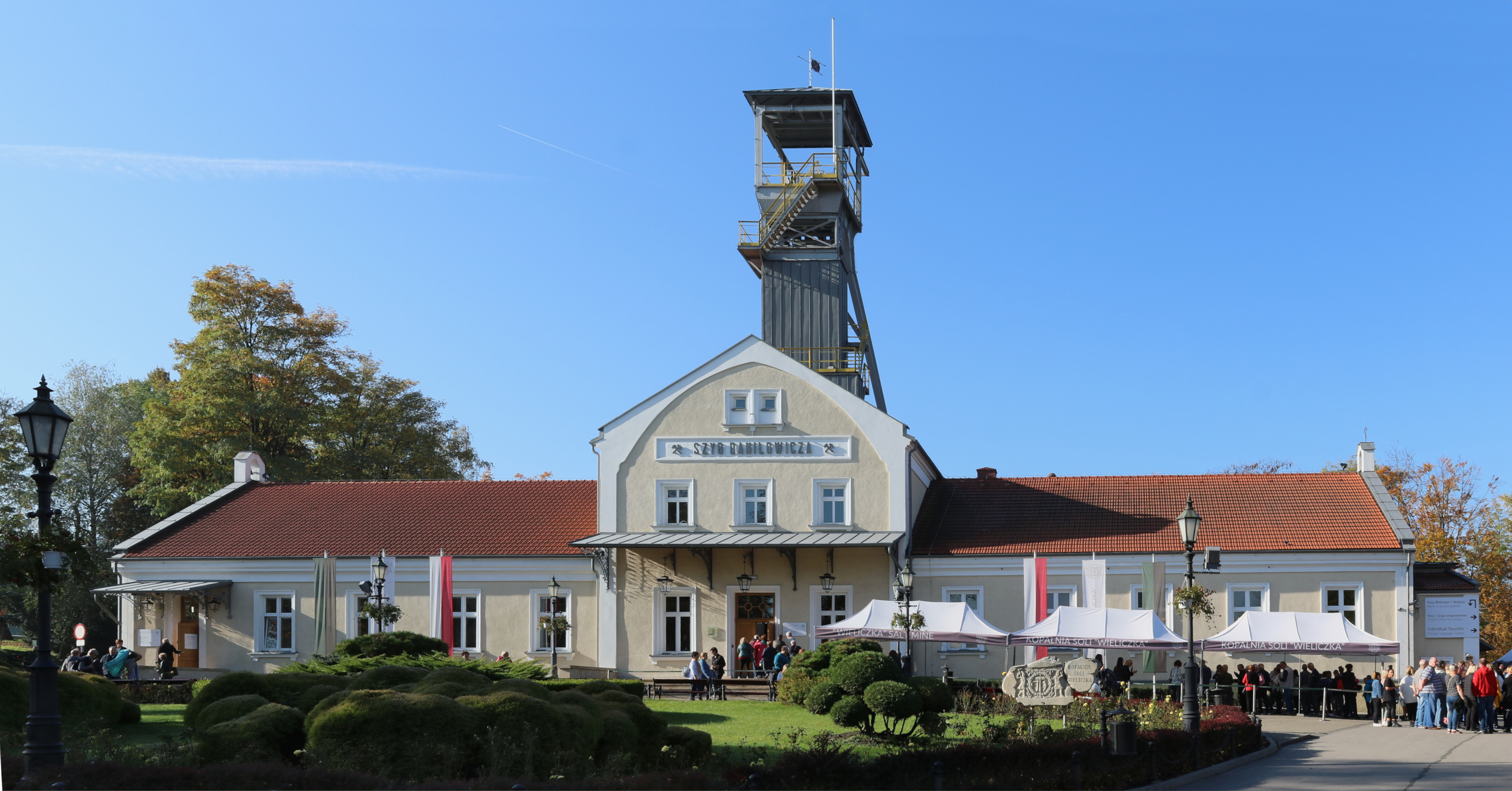
Entree
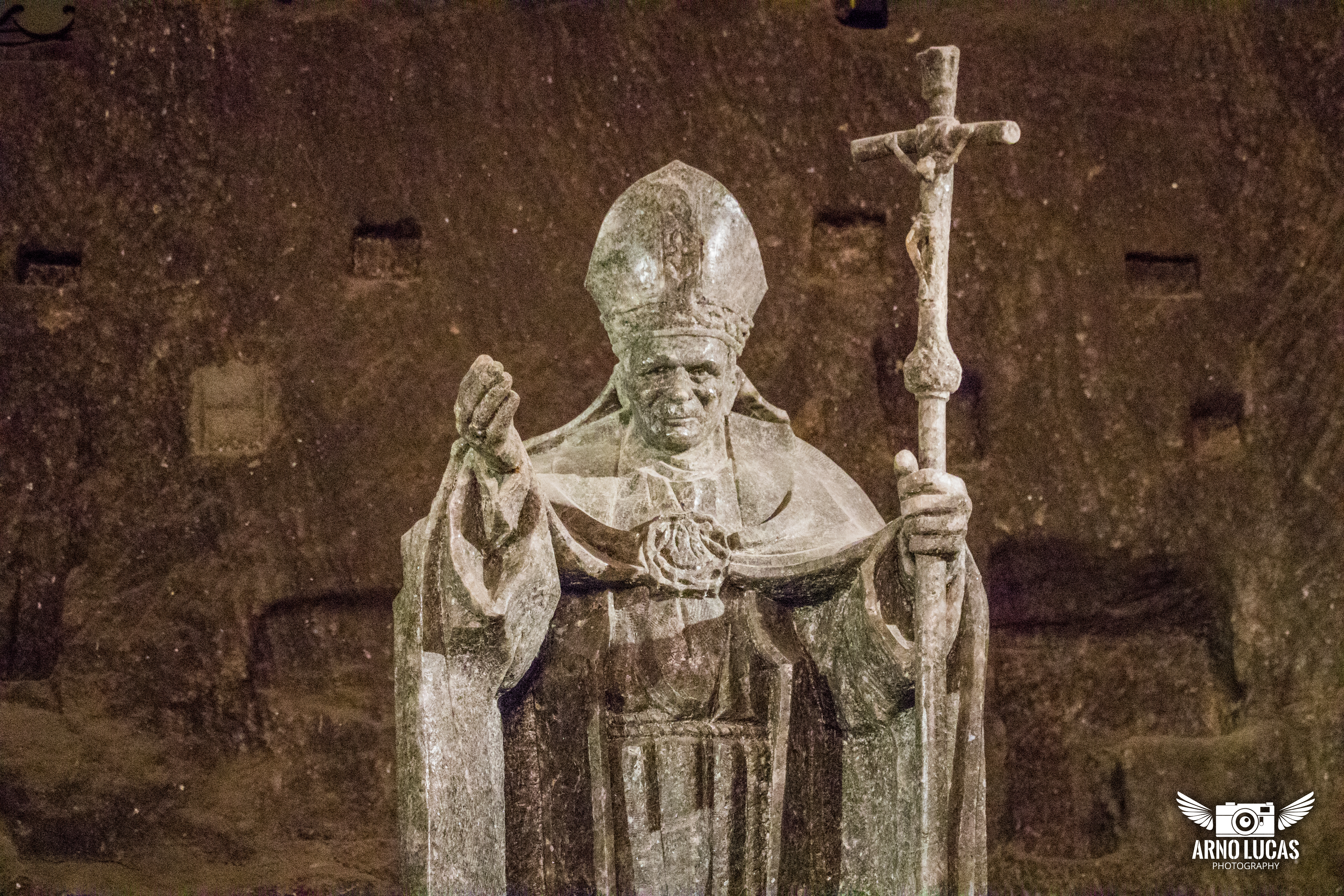
Paus Johannes Paulus II, gehouwen uit zout
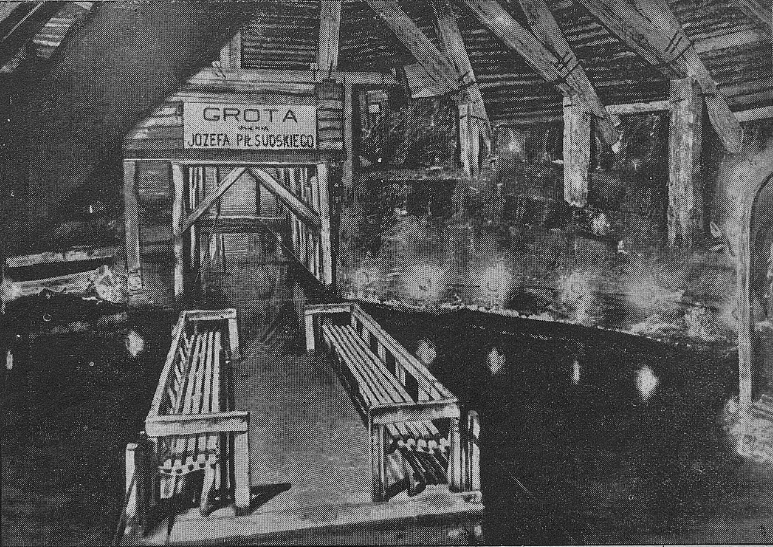
Een van de bezienswaardigheden van de zoutmijn
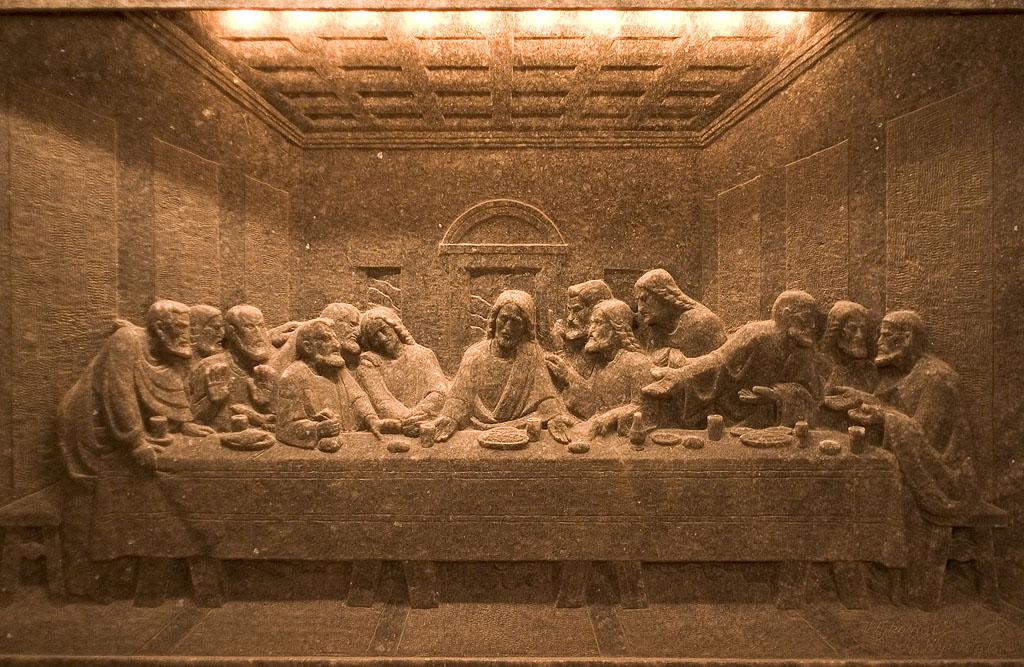
Da Vinci's Laatste Avondmaal, gemaakt van zout
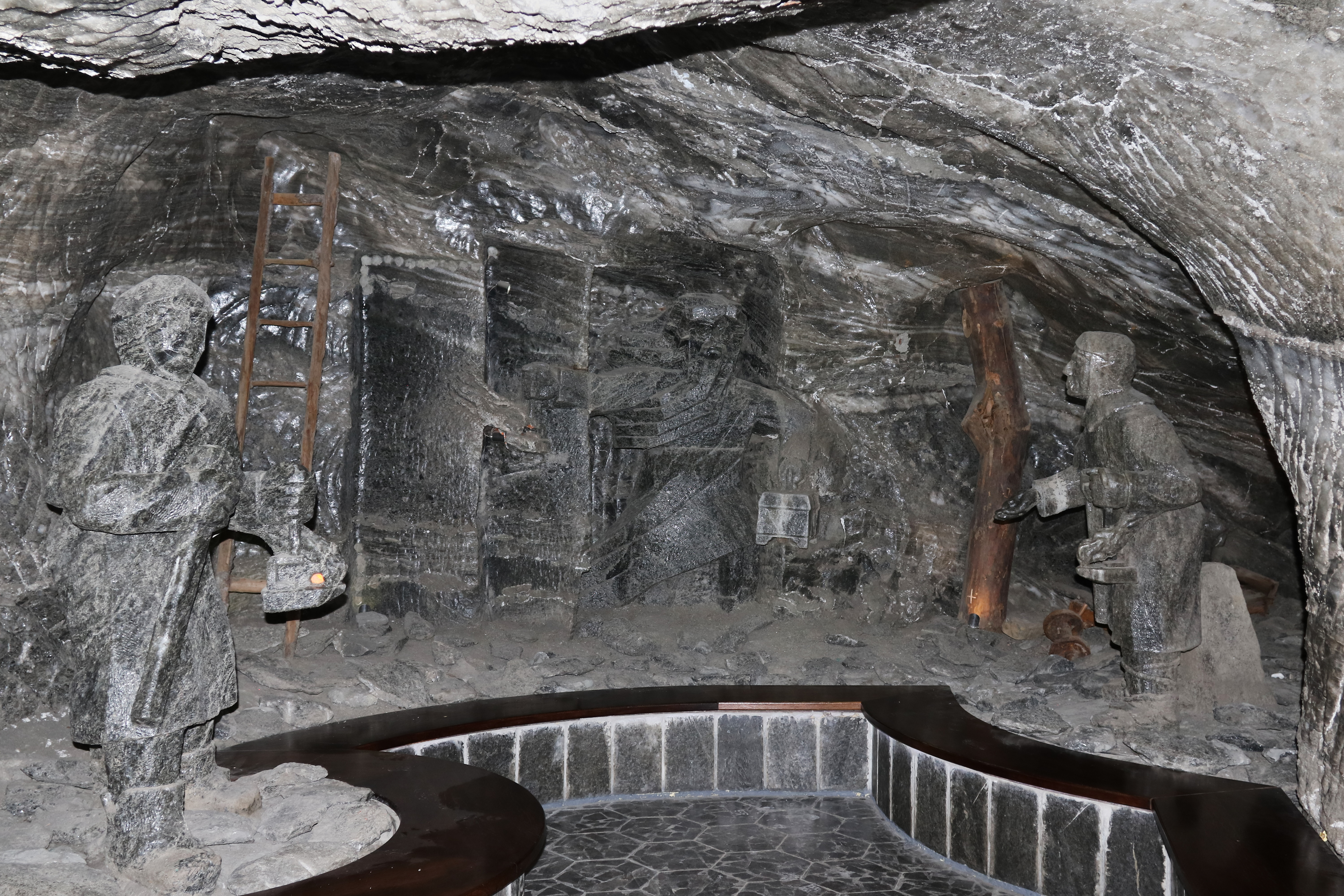
Een van de bezienswaardigheden in de zoutmijn